# Японский краб-стригун
Японский краб-стригун, или красный краб-стригун (лат. Chionoecetes japonicus) — краб из семейства Oregoniidae.
Встречается в Японском море повсеместно на глубинах от 700 до 2300 м.
Питается различными мелкими моллюсками и ракообразными.
Ширина панциря до 20 см.